# Муніципальний музей Левентіса в Нікосії
У муніципальному музеї Левентіса в Нікосії (грец. Λεβέντιο Μουσείο, тур. Leventis Müzesi) у Нікосії на Кіпрі знаходиться багата колекція кіпрських робіт, що включають археологічні артефакти, костюми, фотографії, середньовічну кераміку, карти та гравюри, коштовності та меблі.  Заснований у 1984 році.

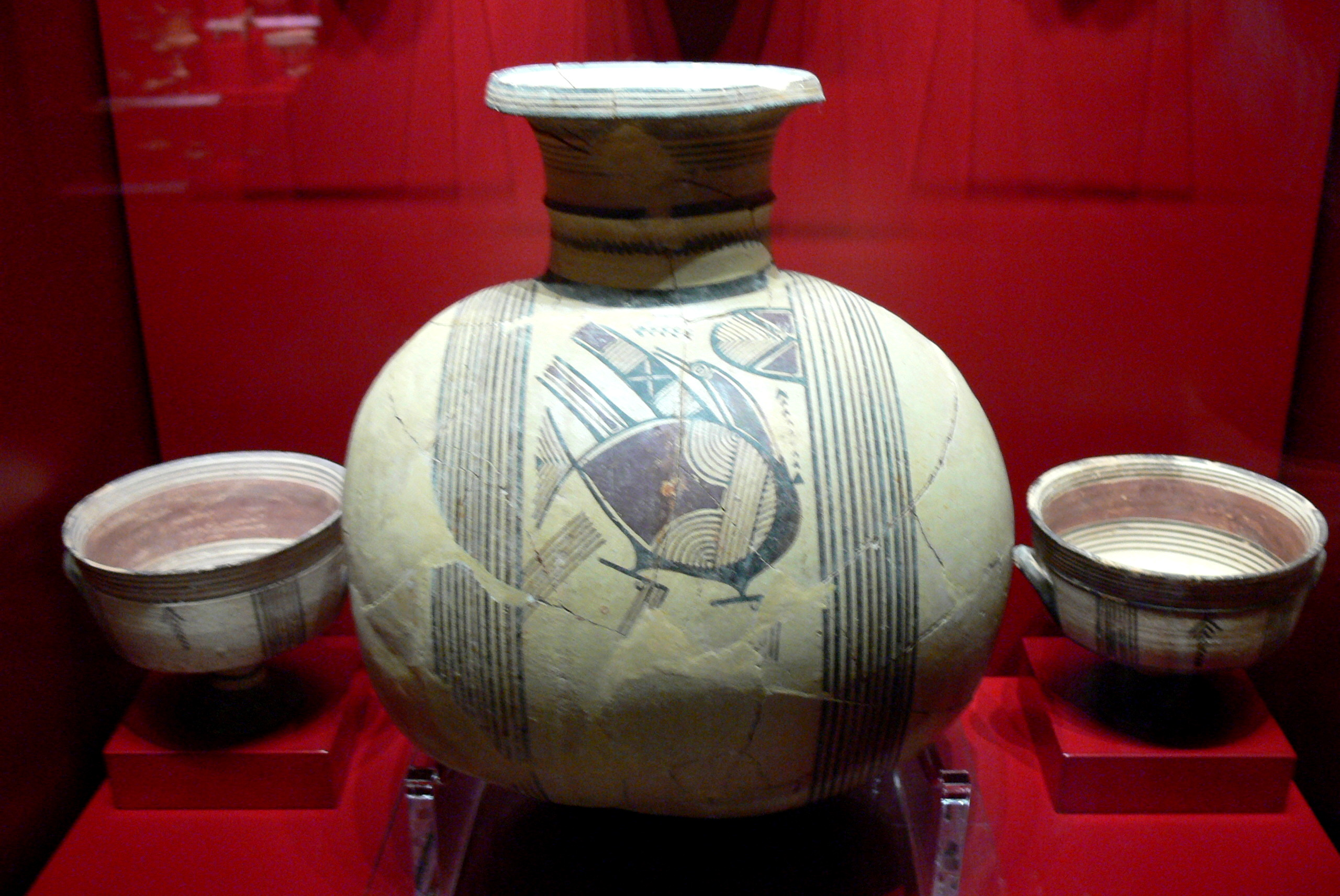
Ойнохоя з Архаїчного періоду Грецької держави, 750-600 р. до н.е.

## Історія
Муніципальний музей Левентіса в Нікосії  представляє історію та соціальний розвиток міста Нікосія від періоду енеоліту (3000 р. до н. е.) до наших днів. Музей був заснований у 1984 році з ініціативи мера Нікосії пана Леллоса Деметріадеса. Музей названий на честь його донора Анастасія Г. Левентіса , який придбав та відновив будівлю та знаходиться під управлінням муніципалітету Нікосії. У 1985 р. Було створено Асоціацію друзів музею. Його головна мета - сприяти збагаченню колекцій музею. Будь-хто може приєднатися до цієї асоціації за річну плату за підписку 5 кіпрських фунтів.
20 квітня 1989 року муніципалітет Нікосії та Фонд Анастасія Г. Левентіса відкрили музей для публіки, перший історичний музей на Кіпрі. Колекції, виставлені в його постійних галереях, представляють понад 5000 років історії столиці. Колекція музею була створена після 1984 року. Більшість із них були зібрані за рахунок пожертв, приватних колекцій, спонсорства та спеціального фінансування Фонду Анастасія Г. Левентіса. Пожертви, пов’язані з історією та соціальним розвитком Нікосії, завжди вітаються.

## Сьогодення
Експонати розміщені таким чином, щоб відвідувачі вели дорогу від нинішніх днів Нікосії, столиці Республіки Кіпр, до античного періоду (3000 р. До н. Е.). Щороку музей організовує та проводить низку тимчасових виставок, лекцій, освітніх програм та інших заходів. Магазин музею знаходиться у веденні Асоціації друзів музею. Їх завдання - збільшити продажі магазину, щоб вони купували, а потім дарували музею нові предмети для своїх колекцій. Можна придбати різноманітні сувеніри, копії антикварних предметів, книги та унікальні подарунки для друзів. Кожного навчального року, починаючи з 1989 року, музей організовує спеціальні освітні програми для дітей шкільного віку різного віку. Протягом року також проводяться спеціальні семінари та освітні програми для дітей та дорослих. Невелика бібліотека з публікаціями та іншими матеріалами з історії Нікосії, а також рідкісними та старими публікаціями на Кіпрі відкрита для дослідників лише за попереднім замовленням .

## Галерея

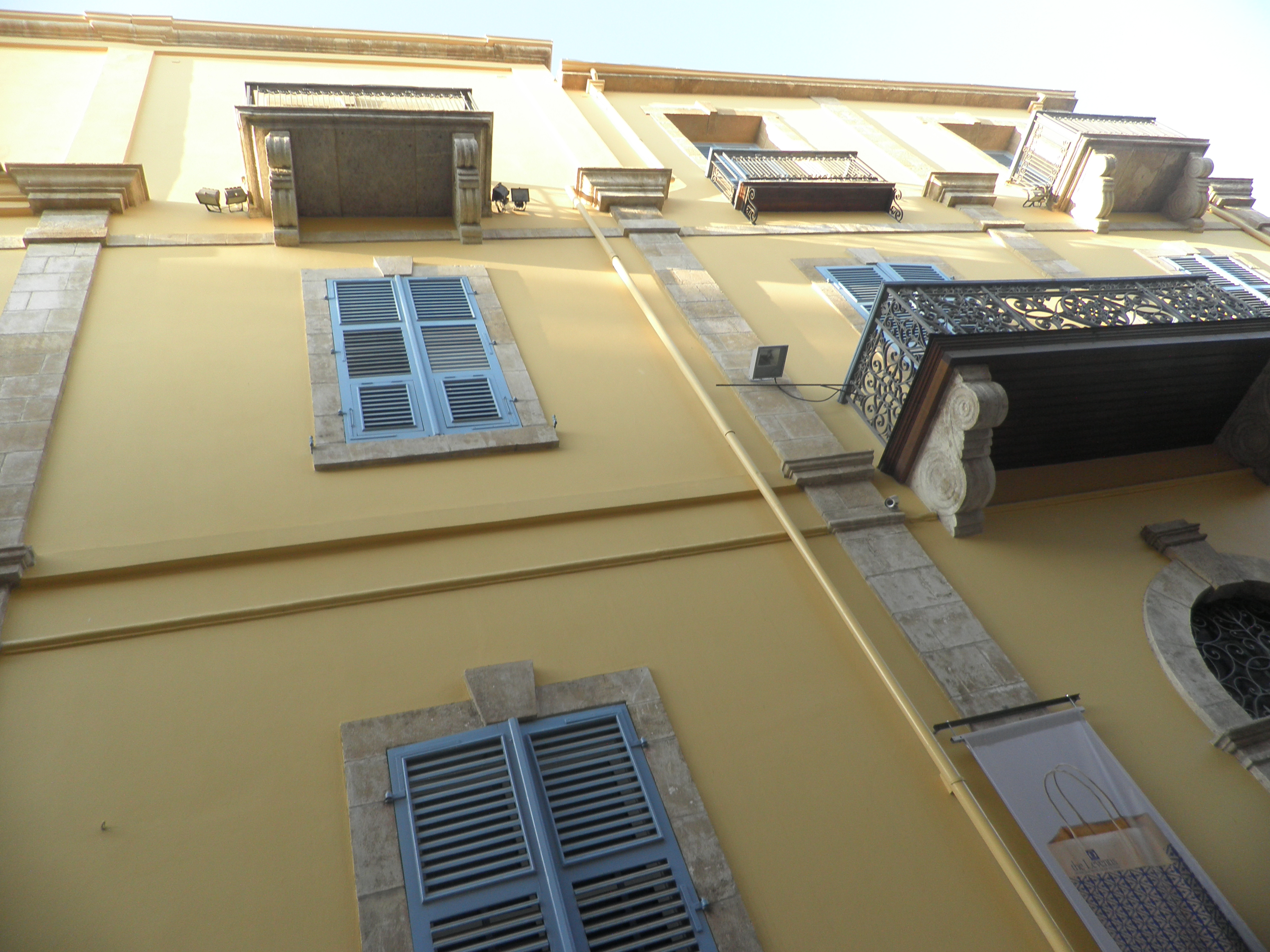
Будівля Левентіо (деталь)
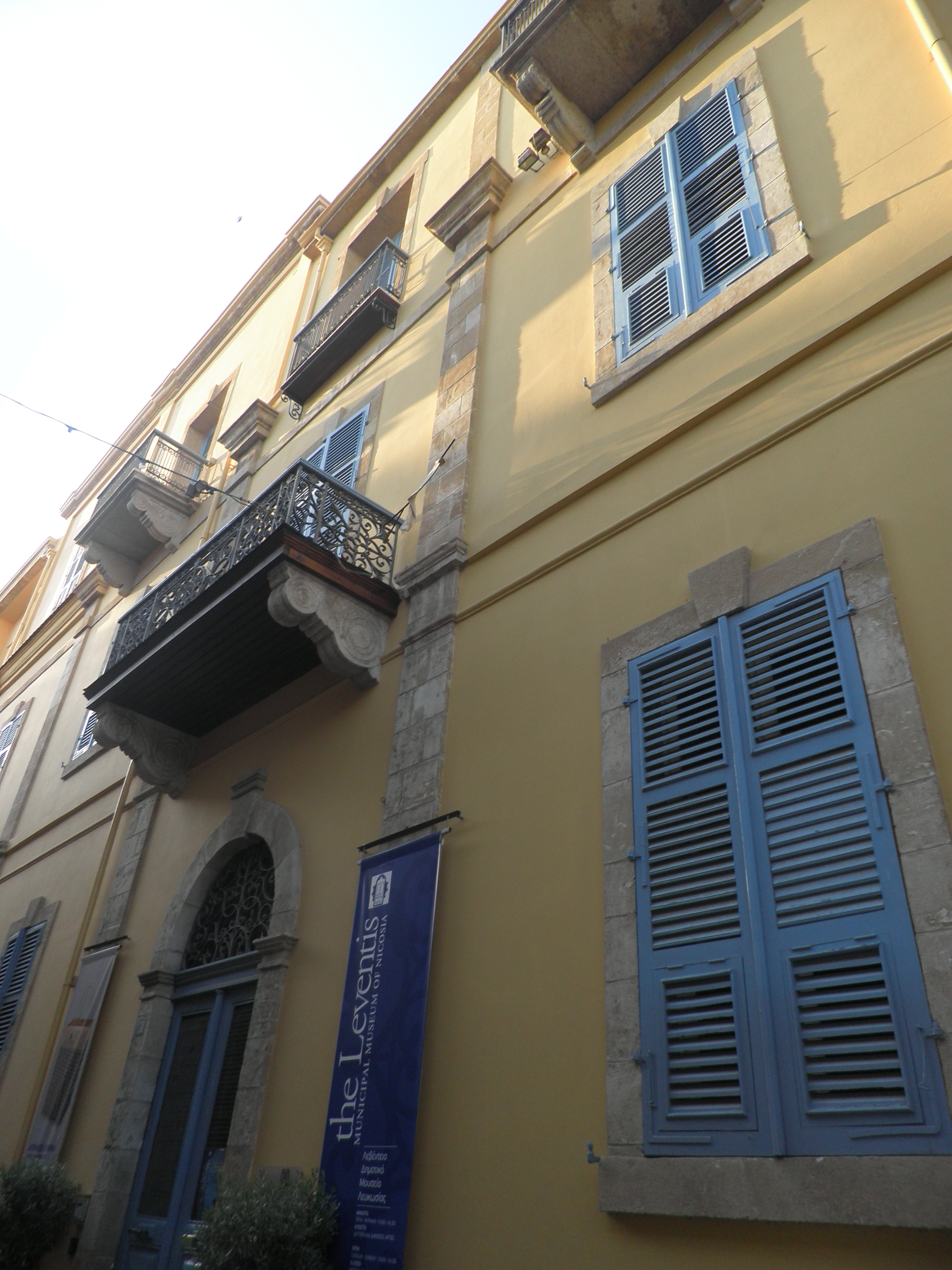
Вхід у Левентіо
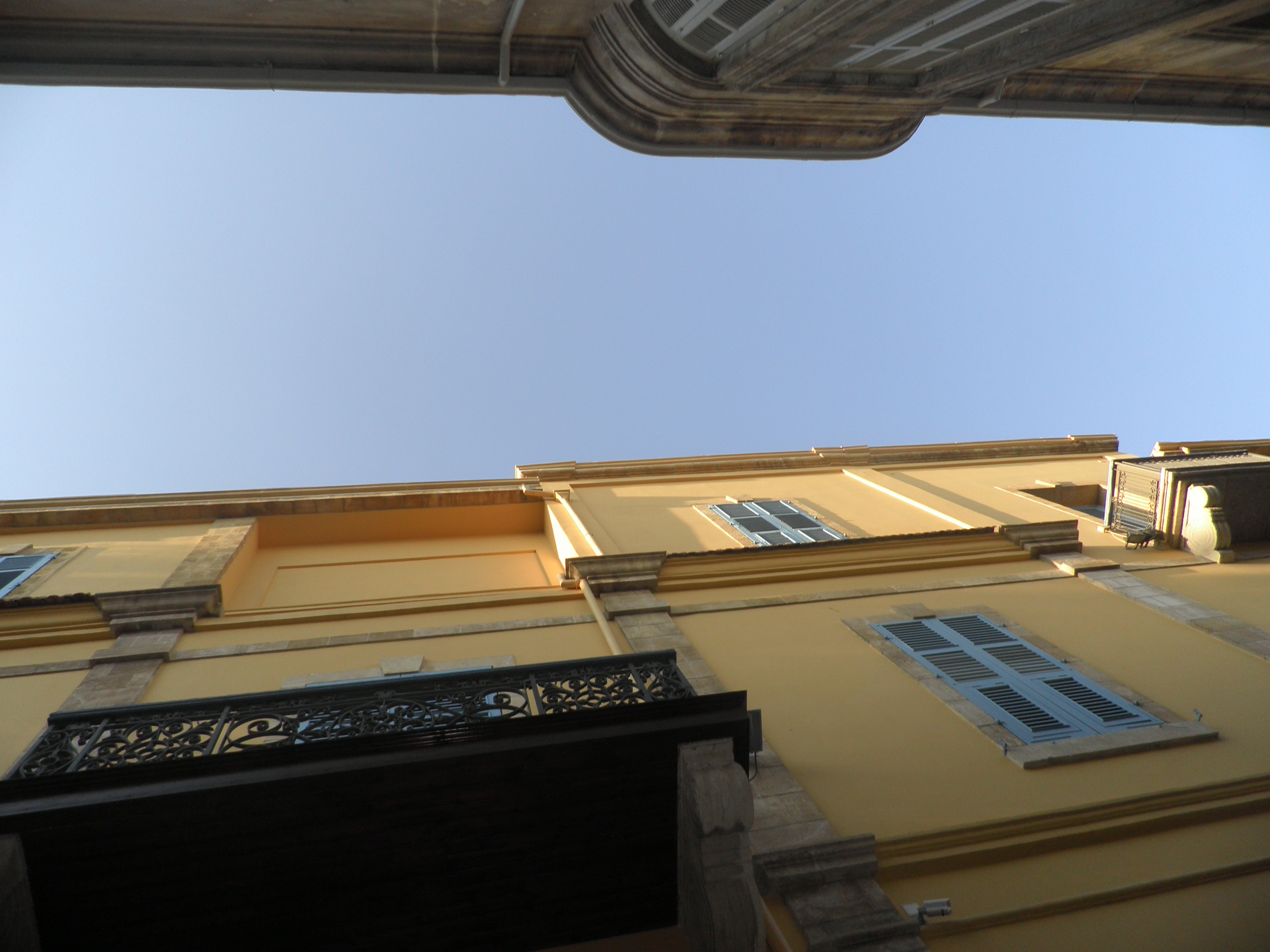
Будівля музею (деталь)
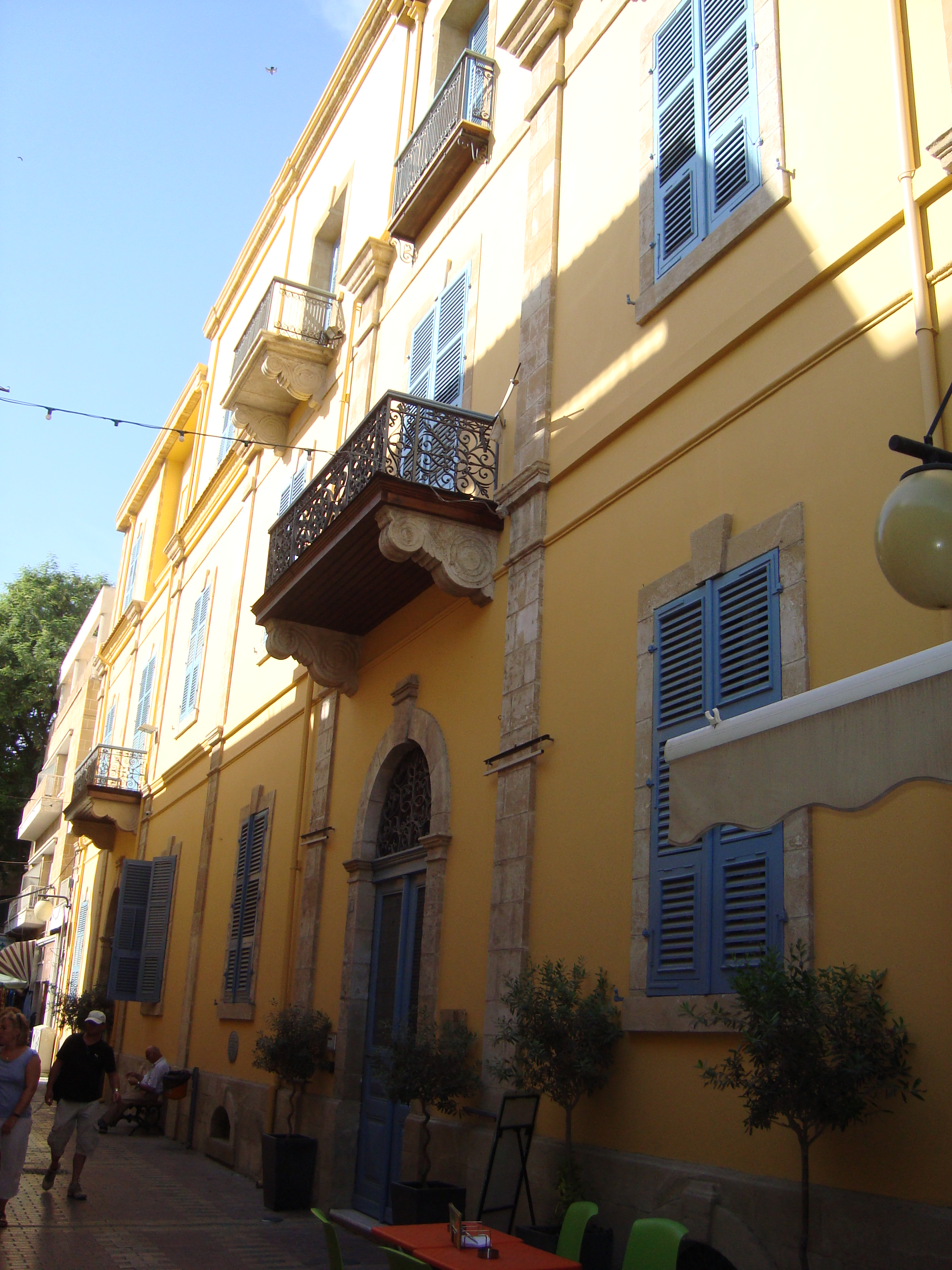
Фасад музею